# Dera (senagi jezik)
Dera jezik (dra, kamberataro, kamberatoro, komberatoro, mangguar; ISO 639-3: kbv), jedan od dva jezika porodice senagi kojim govori oko 1 690 ljudi u graničnom području Indonezije i Papue Nove Gvineje. Oko 1 000 ljudi (1987 SIL) govori ga u Indoneziji, u 13 sela južno od Jayapure i 690 na obje obale rijeke Faringi u provinciji Sandaun u Papui Novoj Gvineji.
Postoji više dijalekata: sjeverni kamberataro, južni kamberataro, mengau, lihen i duka-ekor.
Preko porodice senagi, dera jezik nekad se računao kao jedan od jezika transnovogvinejske porodice.

## Vanjske poveznice
- Ethnologue (14th)
- Ethnologue (15th)